# Marcel Pérès
Marcel Pérès   (Orà, 15 de juliol de 1956) és un compositor i musicòleg francès que dirigeix l'Ensemble Organum .

## Biografia
Marcel Pérès estudià orgue a Niça, música eclesiàstica a Anglaterra a la Royal School of Church Music i música antiga a Mont-real. En tornar del Canadà, continuà els seus estudis al camp de la música medieval amb Michel Huglo a l'École pratique des hautes études .
El 1982 fundà l'Ensemble Organum. Després d'investigar aspectes poc coneguts de la música medieval, Pérès començà a posar en pràctica els coneixements adquirits amb l'ensemble, especialment al terreny del cant litúrgic catòlic dels segles VI al XIII. A partir de 1984 esdevingué director de l'Associació per a la recerca i la interpretació de la música medieval i el cant litúrgic romà antic. L'associació desenvolupa les seves activitats de recerca al monestir de Royaumont. Els resultats de la investigació són implementats musicalment per l'Ensemble Organum.